# Jar Południowy w Jastrzębiu-Zdroju
Jar Południowy – publiczny teren zielony w Jastrzębiu-Zdroju położony pomiędzy ulicami Wielkopolską a Mazowiecką. Jest podzielony na dwie części - spacerową, na której znajdują się alejki, klomby kwiatowe, skwery i place zabaw oraz na rekreacyjno-rozrywkową, gdzie znajdują się obiekty sportowe, lokale gastronomiczne, amfiteatr oraz siedziba Miejskiego Towarzystwa Krzewienia Kultury Fizycznej.